# کراب (سبزوار)
کراب، روستایی است از توابع بخش مرکزی شهرستان سبزوار استان خراسان رضوی ایران.

## جمعیت
این روستا درکراب قرار داشته و بر اساس سرشماری سال ۱۳۸۵ جمعیت آن ٤٨٧ نفر (۱۸۹ خانوار)
بوده است.